# Senatsgebäude (Leipzig)

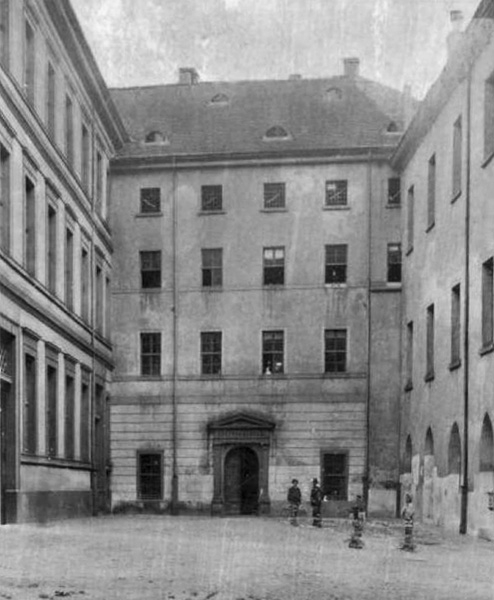
Das Senatsgebäude um 1890. Links das Augusteum, rechts das Mittelpaulinum, hinter den vergitterten Fenstern im dritten Stock der Karzer

Das Senatsgebäude der Universität Leipzig war ein bis 1892 auf dem Gelände des ehemaligen Dominikanerklosters St. Pauli existierender Bau.

## Geschichte
Das Senatsgebäude mit einer Grundfläche von etwa 23 mal 15 Metern grenzte senkrecht an das südliche ehemals auf der Stadtmauer stehende Zwingerhaus des Klosters, an dessen Stelle 1834 das Augusteum trat. Mit der Nordwestecke stieß es an das Mittelpaulinum. Es begrenzte nach Süden den hinteren Paulinerhof, früher Priorgarten. Zu Klosterzeiten war es das Wohnhaus des Priors. Nach dem Übergang des Klostergeländes an die Universität hatte ab 1546 Joachim Camerarius hier sein Auditorium. Später tagte im Erdgeschoss das Universitätsgericht. Im ersten Obergeschoss befand sich das physikalische Auditorium, ab 1784/85 auch mit einer Gerätesammlung, und im zweiten und dritten Obergeschoss waren Studentenwohnungen untergebracht.
Bevor Albert Geutebrück mit dem Bau des Augusteums begann, errichtete er 1829 das angrenzende Senatsgebäude neu. Der alte Bau wurde bis auf das überwölbte Erdgeschoss abgetragen und als verputzter Ziegelbau neu aufgeführt. Nach dem Innenhof hatte dieser ein kräftig gebändertes Sockelgeschoss und ein klassizistisches Eingangsportal mit flachem Dreiecksgiebel.

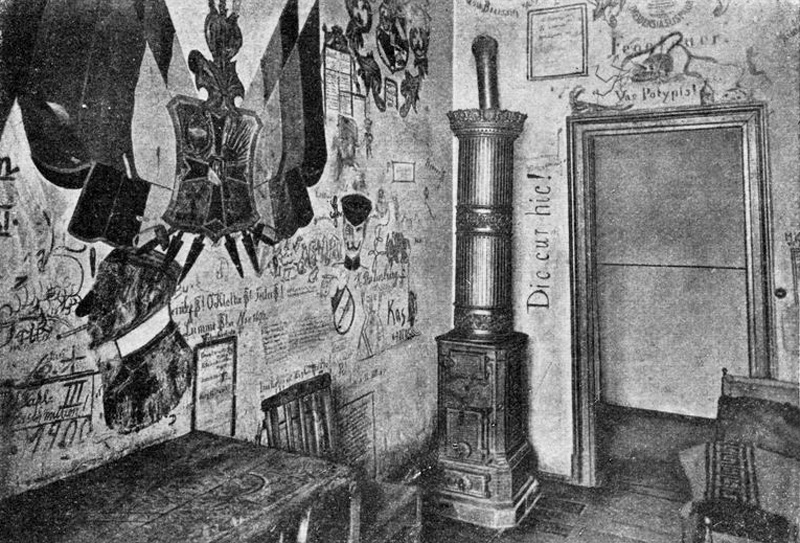
Ein Raum des Karzers im dritten Stock

Nun bezog das Erdgeschoss das 1825 gebildete Universitätsrentamt sowie das Archiv, während das Universitätsgericht in der ersten Etage tagte. In der zweiten Etage waren die Wohnungen von Gerichtsdiener und Pedell und in der dritten der Karzer der Universität.
Im Zuge der Umgestaltung des Paulinerareals in den Jahren 1892 bis 1897 durch Arwed Roßbach wurde das Senatsgebäude 1892 abgebrochen. Etwa am Platz des Senatsgebäudes entstand der Lichthof zwischen Augusteum, Albertinum, der Wandelhalle zwischen beiden und dem Johanneum. Jetzt ist hier etwa die Südwestecke des neuen Augusteums.